# Ушаков, Александр Павлович
Алекса́ндр Па́влович Ушако́в (1833—1874) — русский писатель, минералог, знаток искусств.

## Биография
Сын генерал-лейтенанта, воспитывался в Пажеском корпусе, служил в Лейб-гвардии Измайловском полку, затем по министерству финансов.
С молодых лет начал заниматься естествознанием, преимущественно минералогией, и позднее обратил на себя внимание своими исследованиями русских графитов и меллитов в России и за границей, где имя его часто упоминается в «Бюллетенях Парижской академии наук». Минералог Н. И. Кошкаров также пользовался его открытиями и указаниями (см. И. Штильке, «О трудах А. П. У.», в «Северной пчеле», 1861). Им написана книга «Драгоценные камни в промышленном и минералогическом отношении» (СПб., 1862); под его редакцией изданы переводы «Курс общей минералогии» Леймери и «Основания минералогии» д-ра Наумана (СПб., 1860).
Считался знатоком сценического дела и особенно хореографического искусства. Его статьи о балете, в основном за подписью А. П—ч, печатались в «Голосе», «Современном слове», «Народном богатстве», «Русской сцене», «Петербургском листке» и пр.